# Yuliana Lizarazo
Yuliana Lizarazo (ur. 23 maja 1993 w Cúcucie) – kolumbijska tenisistka, reprezentantka kraju w rozgrywkach Pucharu Federacji.

## Kariera tenisowa
5 stycznia 2015 zajmowała najwyższe miejsce w rankingu singlowym WTA Tour – 335. pozycję, natomiast 15 stycznia 2024 osiągnęła najwyższą lokatę w deblu – 104. miejsce.
W 2022 roku zdobyła dwa medale na igrzyskach boliwaryjskich w Valledupar oraz dwa medale na igrzyskach Ameryki Południowej w Asunción.

## Finały turniejów WTA
| Legenda                   | Legenda |
| ------------------------- | ------- |
| Wielki Szlem              |         |
| Igrzyska olimpijskie      |         |
| WTA Tour Championships    |         |
| od 2021                   |         |
| WTA 1000 (obowiązkowe)    |         |
| WTA 1000 (nieobowiązkowe) |         |
| WTA 500                   |         |
| WTA 250                   |         |
| WTA 125                   |         |

### Gra podwójna 1 (1–0)
| Końcowy wynik | Nr | Data         | Turniej   | Nawierzchnia | Partnerka                  | Przeciwniczki                             | Wynik finału   |
| ------------- | -- | ------------ | --------- | ------------ | -------------------------- | ----------------------------------------- | -------------- |
| Zwyciężczyni  | 1. | 5 marca 2023 | Monterrey | Twarda       | María Paulina Pérez García | Kimberly Birrell Fernanda Contreras Gómez | 6:3, 5:7, 10–5 |

## Finały turniejów WTA 125

### Gra podwójna 3 (0–3)
| Końcowy wynik | Nr | Data             | Turniej      | Nawierzchnia | Partnerka                  | Przeciwniczki                               | Wynik finału |
| ------------- | -- | ---------------- | ------------ | ------------ | -------------------------- | ------------------------------------------- | ------------ |
| Finalistka    | 1. | 19 sierpnia 2023 | Barranquilla | Twarda       | María Paulina Pérez García | Walendini Gramatikopulu Despina Papamichail | 6:7(2), 5:7  |
| Finalistka    | 2. | 16 września 2023 | Lublana      | Ceglana      | Freya Christie             | Amina Anszba Quinn Gleason                  | 3:6, 4:6     |
| Finalistka    | 3. | 9 grudnia 2023   | Montevideo   | Ceglana      | Freya Christie             | María Lourdes Carlé Julia Riera             | 6:7(5), 5:7  |

## Wygrane turnieje rangi ITF
| turnieje z pulą nagród 100 000 $   |
| turnieje z pulą nagród 80 000 $    |
| turnieje z pulą nagród 60 000 $    |
| turnieje z pulą nagród 25/35 000 $ |
| turnieje z pulą nagród 15 000 $    |
| turnieje z pulą nagród 10 000 $    |

### Gra pojedyncza
|     | Data       | Turniej             | Naw.    | Przeciwniczka     | Wynik            |
| 1.  | 06/11/2010 | Bogota              | Ceglana | Nataly Yoo        | 6:1, 7:6(1)      |
| 2.  | 08/05/2011 | Wiesbaden           | Ceglana | Marcella Koek     | 6:1, 7:6(5)      |
| 3.  | 16/05/2011 | Båstad              | Ceglana | Hilda Melander    | 6:2, 3:6, 6:2    |
| 4.  | 06/11/2011 | Bogota              | Ceglana | Karen Castiblanco | 4:6, 7:5, 6:4    |
| 5.  | 30/07/2012 | Gardone Val Trompia | Ceglana | Catalina Pella    | 7:5, 3:6, 6:4    |
| 6.  | 12/05/2014 | Pula                | Ceglana | Tess Sugnaux      | 6:2, 6:1         |
| 7.  | 07/07/2014 | Turyn               | Ceglana | Alice Matteucci   | 7:6(5), 6:3      |
| 8.  | 26/05/2019 | Tacarigua           | Twarda  | Safiya Carrington | 6:7(9), 6:3, 6:1 |
| 9.  | 14/07/2019 | Tabarka             | Ceglana | Louise Brunskog   | 6:3, 6:0         |
| 10. | 28/07/2019 | Schio               | Ceglana | Manca Pislak      | 6:4, 7:5         |
| 11. | 28/04/2024 | Mosquera            | Ceglana | Jazmin Ortenzi    | 6:1, 6:1         |

### Gra podwójna
|     | Data       | Turniej    | Naw.    | Partnerka               | Przeciwniczki                                         | Wynik           |
| 1.  | 05/11/2010 | Bogota     | Ceglana | Adriana Pérez           | Karen Emilia Castiblanco Duarte Andrea Koch-Benvenuto | 6:2, 7:6(5)     |
| 2.  | 17/09/2012 | Bogota     | Ceglana | Laura Pigossi           | Blair Shankle Laura Ucrós                             | 6:2, 6:2        |
| 3.  | 25/01/2014 | Tinajo     | Ceglana | Deborah Chiesa          | Arabela Fernández Rabener Elise Mertens               | 6:2, 3:6, 13–11 |
| 4.  | 24/02/2014 | Palma Nova | Ceglana | Alexandra Nancarrow     | Anna Katalina Alzate Esmurzaeva Natalija Kostić       | 6:3, 6:4        |
| 5.  | 17/03/2014 | Pula       | Ceglana | Alexandra Nancarrow     | Alice Matteucci Despina Papamichail                   | 6:3, 4:6, 11–9  |
| 6.  | 12/05/2014 | Pula       | Ceglana | Alice Matteucci         | Carla Lucero Francesca Segarelli                      | 6:1, 7:5        |
| 7.  | 07/07/2014 | Turyn      | Ceglana | Alice Matteucci         | Georgia Brescia Lisa Sabino                           | 6:3, 6:2        |
| 8.  | 08/05/2015 | Båstad     | Ceglana | Cornelia Lister         | Carolin Daniels Laura Schaeder                        | 7:5, 5:7, 10–8  |
| 9.  | 29/05/2016 | Antalya    | Twarda  | Anita Husarić           | Francesca Stephenson Erika Vogelsang                  | 4:6, 6:4, 10–3  |
| 10. | 07/07/2019 | Tabarka    | Ceglana | Ioana Gașpar            | Alica Rusová Noelia Zeballos                          | 7:5, 6:3        |
| 11. | 14/07/2019 | Tabarka    | Ceglana | Martina Capurro Taborda | Diana Chehoudi Noa Liauw A Fong                       | 6:2, 6:1        |
| 12. | 28/07/2019 | Schio      | Ceglana | Aurora Zantedeschi      | Matilde Paoletti Lisa Pigato                          | 6:3, 1:6, 10–5  |
| 13. | 23/02/2020 | Antalya    | Ceglana | Aurora Zantedeschi      | Guo Meiqi Han Jiangxue                                | 6:2, 5:7, 10–4  |
| 14. | 06/09/2020 | Triest     | Ceglana | Aurora Zantedeschi      | Melania Delai Lisa Pigato                             | 6:2, 6:3        |
| 15. | 07/02/2021 | Antalya    | Ceglana | María Herazo González   | Petja Arszinkowa Gergana Topałowa                     | 6:2, 6:1        |